# Szpachla

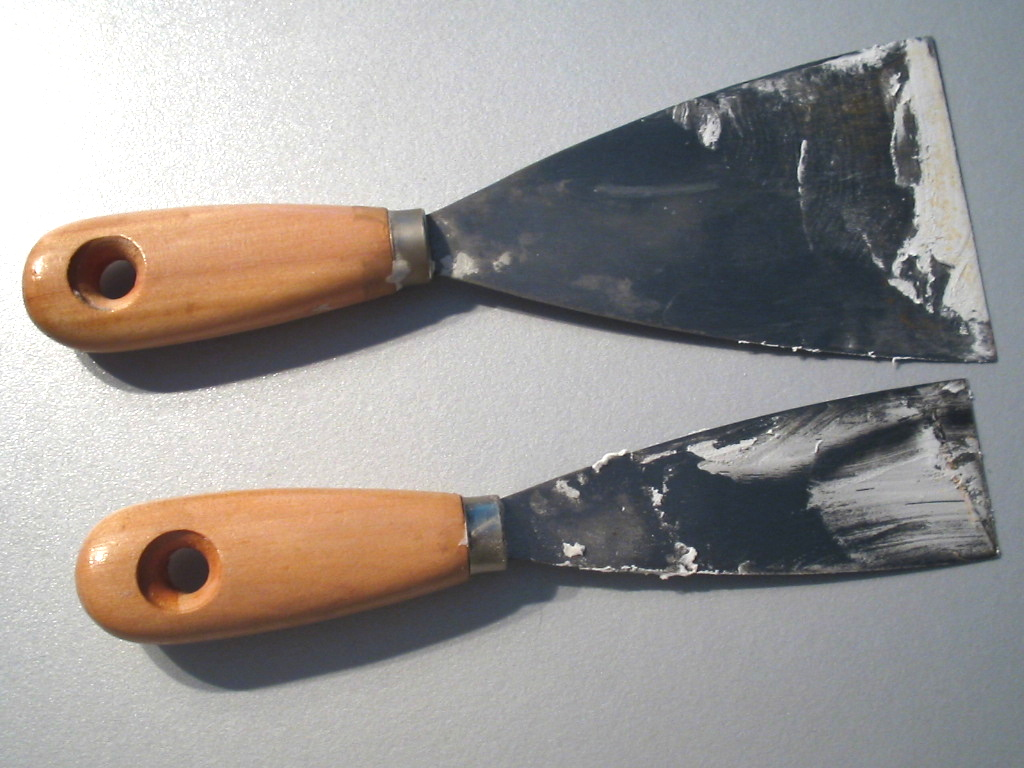
Małe szpachelki służące do prac wykończeniowych

Szpachla (też: szpachelka, z niem. Spachtel; łac. spatula, stgr. σπάθη spáthē) – narzędzie składające się z giętkiej metalowej blachy osadzonej na drewnianym lub plastikowym trzonku, najczęściej o kształcie łopatki. Przeznaczona do rozcierania, mieszania i nakładania szpachlówek (mas szpachlowych), np. gipsu. Używana np. przy pracach wykończeniowych do wygładzania ścian i uzupełniania ubytków (tzw. szpachlowanie) oraz do zeskrobywania zanieczyszczeń z powierzchni.

## Szpachle w malarstwie
Niewielkie szpachle o różnorodnych kształtach (tzw. szpachelki malarskie) bywają używane w malarstwie olejnym, rzadziej temperowym lub akrylowym. Służą do nakładania, rozprowadzania i mieszania farby na powierzchni obrazu; innym narzędziem używanym w podobny sposób jest nóż malarski.
Charakterystyczną cechą obrazów malowanych szpachlą i nożem jest wyjątkowo gruba, o specyficznej fakturze, warstwa farby i ostre przejścia kolorystyczne. Malowanie szpachlą wymaga szczególnej pewności i wyczucia w podejmowanych decyzjach kolorystycznych, ponieważ poprawki i przemalowania po nałożeniu pierwszej warstwy farby "alla prima", są o wiele trudniejsze do zamaskowania niż w malarstwie bardziej "tradycyjnym", i zwykle sprawiają wrażenie brudne i "przemęczone". Szpachelki, sporadycznie używane od XVII w., zyskały popularność w czasach postimpresjonizmu ze względu na możliwość szybkiej i spontanicznej, sprzyjającej pełnej ekspresji pracy z czystymi kolorami. Stosowali je także często twórcy malarstwa informel. Za pomocą tego narzędzia można uzyskać efekt impastu.